# ۹۸۶ (خورشیدی)
۹۸۶ نهصد و هشتاد و ششمین سال هجری خورشیدی است.